# محمود راقی
شهر محمود راقی مرکز ولایت کاپیسای کشور افغانستان است. این شهر از شهرهای افغانستان می‌باشد که ۲۰۰،۰۰۰ نفر نفوس دارد. مساحت این شهر ۱۲۰ کیلومترمربع است و ۶۵ کیلومتر از شهر کابل فاصله دارد.

## جستار های وابسته
- فهرست شهرهای افغانستان
- ولسوالی محمود راقی
- ولایت کاپیسا